# Elección para gobernador de Nebraska de 2010
La elección para gobernador de Nebraska de 2010 tuvo lugar el 2 de noviembre. El gobernador titular Dave Heineman buscó la reelección.

## Primaria republicana
|  | 89.91 % |

|  | 5.28 % |

|  | 4.81 % |

|  | 100 % |

## Encuestas
| Fuente de la encuesta | Fecha(s) de realización | Tamaño de muestra | Margen de error | Dave Heineman (R) | Mike Meister (D) | Otros Indecisos |
| --------------------- | ----------------------- | ----------------- | --------------- | ----------------- | ---------------- | --------------- |
| Rasmussen Reports     | 7 de octubre de 2010    | 500               | ± 4.5%          | 66%               | 24%              | 9%              |
| Rasmussen Reports     | 2 de septiembre de 2010 | 500               | ± 4.5%          | 61%               | 28%              | 11%             |
| Rasmussen Reports     | 19 de julio de 2010     | 500               | ± 4.5%          | 71%               | 18%              | 10%             |

## Resultados
|  | 73.90 % |

|  | 26.10 % |

|  | 100 % |

|  | 42.72 % |